# Haltepunkt Bad Reichenhall-Kirchberg

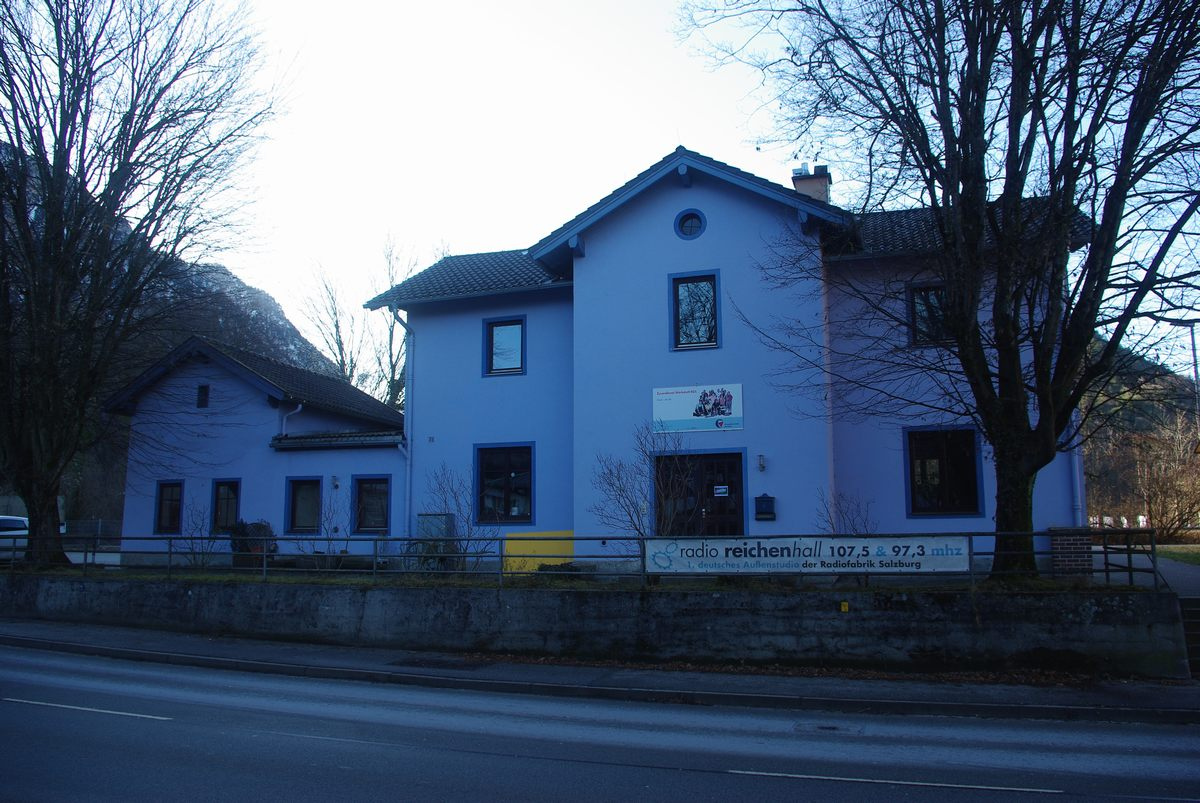
Straßenseite des historischen Empfangsgebäudes

Der Haltepunkt Bad Reichenhall-Kirchberg, ehemals Bad Reichenhall-Kirchberg (Predigtstuhlbahn), ist ein bahnlinks gelegener Haltepunkt an der Bahnstrecke Bad Reichenhall–Berchtesgaden im Landkreis Berchtesgadener Land in Bayern. Bis 1933 handelte es sich um einen Bahnhof, benannt nach dem Ortsteil Kirchberg. Die Anschrift des historischen Empfangsgebäudes aus dem Jahr 1888 lautet Anton-Winkler-Straße 26. Die Predigtstuhlbahn am anderen Ufer der Saalach ist über die Luitpoldbrücke fußläufig erreichbar.

## Betrieb
Die Station wird überwiegend durch die Linie S4 der S-Bahn Salzburg bedient, die von der Bayerischen Regiobahn (BRB) betrieben wird. Vereinzelt halten auch Regional-Express-Züge der Linie RE24 der Deutschen Bahn (DB) in Bad Reichenhall-Kirchberg. Die Station ist barrierefrei mit Blindenleitlinien ausgestattet und per Rampe erreichbar. Der einzige verbliebene Bahnsteig ist 55 Zentimeter hoch.
Obwohl hauptsächlich kurze Triebwagen der S4 halten, ist der Bahnsteig deutlich länger. Dies liegt an den Fahrten der Linie RE24, die von DB Fernverkehr mit Fernverkehrs-Garnituren der Intercity-Linie 24 bedient wird. Mit dem Zugpaar IC/RE 2082/2083 „Königssee“ von Hamburg-Altona über München und Freilassing, wo der Zuggattungs-Wechsel stattfindet, nach Berchtesgaden besteht dadurch eine Direktverbindung zwischen mehreren deutschen Großstädten und Bad Reichenhall-Kirchberg beziehungsweise umgekehrt.

## Verkehr
| Linie           | Betreiber            | Verlauf | Frequenz              |
| --------------- | -------------------- | --- | --------------------- |
| RE 24           | DB Fernverkehr       | Hamburg-Altona – München Hbf – Rosenheim – Freilassing – Bad Reichenhall-Kirchberg – Berchtesgaden Hbf                                   | zwei Zugpaare täglich |
| S-Bahn Salzburg | Bayerische Regiobahn | Freilassing – Freilassing – Hofham – Piding – Ainring – Bad Reichenhall – Bad Reichenhall-Kirchberg – Bischofswiesen – Berchtesgaden Hbf | stündlich             |

Im Regelfall enden alle Züge in Freilassing, einzelne Fahrten verkehren jedoch ab dort weiter nach Salzburg Hbf.